# Hawaiiloa

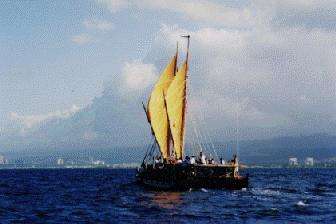
Hawaiʻiloa.

Hawaiiloa es el héroe de una antigua leyenda hawaiana sobre el asentamiento de las islas hawaianas. Después de haber tropezado accidentalmente con las islas, regresó a su patria, que él llamó Ka ʻāina kai melemele a Kane, "la tierra del mar amarillo de Kane". A continuación se organizó una expedición colonizadora que incluía a su familia y otros ocho navegantes cualificados. Se asentaron en lo que es ahora la isla de Hawái, nombrada en su honor. La leyenda contiene referencia a sus hijos: Kauaʻi, Oʻahu, y Maui, que se asentaron en las islas que llevan sus nombres.
La historia de Hawaiʻiloa ha recibido mucha atención por parte de los hawaianos modernos, como una representación realista de la colonización de las islas, en consonancia con las actuales creencias antropológicas e históricas. Muchas personas creen que se trata de una convalidación de la veracidad de las antiguas tradiciones orales de Hawái. 
Tal vez sea ese el motivo de que la canoa de viajes Hawaiʻiloa, lleve el nombre del legendario navegante. Esta canoa fue construida y navegó para demostrar que los polinesios eran audaces, intencionalmente navegantes, y no los desventurados viajeros soplados por el supuesto que algunas teorías de la migración polinesia reclaman. La canoa Hawaiʻiloa está ahora atracada en el puerto de Honolulú. A menudo se navegó en largos viajes por todo el Océano Pacífico con la esperanza de estudiar las técnicas de navegación utilizadas en la antigüedad. 
Sin embargo, la historia de Hawaiʻiloa está atestiguada por solo fuentes tardías, tales como la de los anticuarios Fornander y Thrum. No dieron sus fuentes originales de Hawái, solo resúmenes y recopilaciones, por lo no podemos estar seguros de que la historia no se ha inclinado hacia la prueba de la ahora desacreditada teoría de la migración de Fornander, o que no haya sido elaborado por los hawaianos del siglo XIX ansiosos por validar sus propias creencias. 
Hawaiʻiloa no se menciona en las tempranas fuentes hawaianas como Malo o Kamakau. Malo dice que hay muchas historias sobre el origen de los hawaianos, y cita algunos cuentos de migración, algunas leyendas de origen indígena. Él no menciona a Hawaiʻiloa. Kamakau dice que el primer hombre y mujer fueron Hulihonua y Keakahuilani, y que fueron creados en Oʻahu.
- Datos: Q5684643